# Замена принцезе 2: Поново замењене
Замена принцезе 2: Поново замењене (енгл. The Princess Switch: Switched Again) амерички је божићни љубавно-хумористички филм из 2020. године, редитеља Мајкла Рола. Наставак филма Замена принцезе, главне улоге играју Ванеса Хаџенс, Сем Паладио, Суен Браун и Ник Сагар. Прича прати Маргарет Делакорт, војвоткињу од Монтенара, која изненада наслеђује трон своје домовине Монтенаро. Како се приближава њено божићно крунисање, она и Стејси се поново замењују како би Маргарет могла да поправи своју везу са Стејсиним пријатељем, Кевином. Без знања обе жене, трећа личност, Маргаретина зла рођака леди Фиона, прерушава се у Маргарет у шеми да украде трон.
Филм је објављен 19. новембра 2020. године на Netflix-у и добио је помешане критике критичара. Наставак, Замена принцезе 3: Звездана љубав, биће премијерно објављен 18. новембра 2021. године.

## Радња
Смештен две године након првог филма, Стејси је сада принцеза од Белгравије, док се Маргарет спрема да се попне на трон Монтенара након смрти краља и одлуке његовог сина, Хауарда, да абдицира. Нервозна због преузимања одговорности владања нацијом, Маргарет је прекинула везу са Кевином, који сада води сопствену пекару са Оливијом у Чикагу.
Стејси долази у изненадну посету поводом крунисања и проналази Кевина који је очајан након раскида. Када Оливија открије да никада није послала RSVP за крунисање, Стејси га убеђује да размисли и отпутује са њом и принцом Едвардом, иако они имају своје проблеме у вези јер је Стејси све више занемаривала Едварда док се фокусирала на своје дужности принцезе.
По доласку, Кевин се поново састаје са Маргарет и помаже јој, принцу Едварду, Стејси и Оливији да украсе њену палату за Божић. Маргарет се такође осећа депресивно због тога како су се ствари завршиле. На вечерњем догађају они плешу, али их прекида леди Фиона Пембрук, Маргаретина рођака. Нико не зна да је Фиона потрошила скоро све мало богатство своје породице и прибегла је употреби својих слуга Реџија и Минди да опљачка госте на забави. Назад на оронулом имању Пембрука, Фиона изненада има идеју да преузме Маргаретин идентитет, крунише се за краљицу и опљачка краљевску ризницу, чиме ће се обезбедити за живот. Реџи и Минди су одушевљени и помажу Фиони да офарба косу и копира Маргаретину шминку док проучавају краљичин предстојећи распоред.
Вративши се у палату, Маргарет признаје да је била превише заузета краљевским пословима да би проводила време са Кевином. Ствари додатно компликује гроф Антонио Роси, њен шеф особља, који се удвара Маргарет и усађује семе сумње у Кевинов ум да он никада не би могао да буде добар пар за будућу краљицу. Стејси одлучује да је једини начин да поправи ствари да она и Маргарет поново промене идентитет како би она и Кевин могли да имају поподне само за себе док се Стејси брине о Маргаретином распореду. Дошло је до замене, а Оливија остаје да одвуче Едварда, док Маргарет и Кевин одлазе у локални божићни парк. Тамо Кевин изражава сумњу да добар за Маргарет и она га убеђује да су такве бриге неважне све док се воле.
Реџи и Минди отимају Стејси, мислећи да је она Маргарет, и закључавају је на имању Пембрука. Фиона улази баш када се Маргарет враћа; схватајући да жена са којом разговара није Стејси, Маргарет објашњава истину принцу Едварду и они спасавају Стејси од Реџија и Минди, који су ухапшени и откривају Фионин план. У међувремену, Антонио сам закључује истину јер је Фиона заборавила да прикрије тетоважу на прсту. Он јој каже да ће померити крунисање и помоћи јој да побегне из земље ако пристане да подели ризницу са њим, јер му је такође потребан новац. Таман када ће се крунисати, Маргарет и Стејси долазе и откривају Фиону и Антонија; Антонио је ухапшен док Фиона признаје своју превару и открива да је Кевин на путу на аеродром са Оливијом након што му је рекла да не жели више да буде са њим.
Заустављају Кевина баш када се спрема да уђе у авион и он и Маргарет се венчавају на лицу места од стране оближњег свештеника. Стејси и Едвард поново потврђују своју љубав једно према другом док она обећава да ће посветити више времена за њих, а он обећава да је неће гушити пажњом. Маргарет је крунисана за краљицу Монтенара, а Стејси, Едвард, Оливија и Фиона (у пратњи полиције) је бодре.

## Улоге
- Ванеса Хаџенс као Стејси Џулијет Деново Виндам, принцеза Белгравије и Едвардова супруга
  - Хаџенсова такође игра леди Маргарет Кетрин Клер Делакорт, краљицу Монтенара (бившу војвоткињу Монтенара), Кевинову каснију супругу и Оливијину каснију маћеху, као и леди Фиону Пембрук, Маргаретину рођаку
- Сем Паладио као Едвард Виндам, принц Белгравије и Стејсин супруг
- Ник Сагар као Кевин Ричардс, Маргаретин супруг и будући принц Монтенара
- Суен Браун као гђа Донатели
- Марк Флајшман као Френк Делука
- Рики Норвуд као Реџи
- Флоренс Хол као Минди
- Лаклан Најбор као гроф Антонио Роси
- Мија Лојд као Оливија Ричардс, Кевинова жерка и Маргаретина каснија пасторка

Камео наступи
- Роуз Макајвер као краљица Амбер од Алдовије
- Бен Ламб као краљ Ричард од Алдовије

## Пријем
На агрегатору рецензија Rotten Tomatoes, филм има оцену одобравања од 58% на основу 24 рецензије, са просечном оценом 6/10.
За Variety Денис Харви сматра, „'Поново замењене' се заправо не односи на неизвесност, романтичне невоље или чак замену идентитета. Уместо тога, оно што се продаје је Божић.” Називајући изглед филма „висококалоричном посластицом”, Харви је похвалио продуцента Пата Кембела, сниматеља Фернанда Аргуелеса Фернандеза и костиме Џонете Бун и Франсиска Родригеза Вајла. Харви сматра да је прича [замена] слаба на одређеним местима, али ће божићни украси „задовољити сврбеж гледалаца за божићним пахуљицама које изгледају слатко”.
Хелен Т. Веронгос из The New York Times-а сматрала је да је филм „привлачан” божићни филм, рекавши да је „сирупан, али се, осим његовог централног трика, мало се може наћи. Али исто би се могло рећи за многе вољене љубавне филмове или празничне филмове.”
Алекс Абад-Сантос из Vox-а је био критичнији, назвавши га „савршено безопасним начином да се спали 90 минута, током којих нећете бринути о страшним стварима које се дешавају у стварном животу. Неувредљиво је у реду — сукоби никада немају високе улоге, а срећан крај је довољно срећан.” Сара Ел-Махмуд је похвалила атмосферу филма, али га је на крају описала „сигурним” и „генеричним”.

## Наставак
У новембру 2020. године, Netflix је потврдио да је наручен трећи филм у серији, Замена принцезе 3: Звездана љубав. Премијера филма биће 18. новембра 2021. године на Netflix-у.